# Route de la gloire
Pour les articles homonymes, voir Glory Road.
Ne doit pas être confondu avec En route pour la gloire.
Route de la gloire (titre original : Glory Road) ou En route pour la gloire est un roman de Robert A. Heinlein publié initialement en épisodes entre juillet et septembre 1963 dans The Magazine of Fantasy & Science Fiction, puis publié en un volume chez G. P. Putnam's Sons la même année.
Le livre présente des caractéristiques de fantasy inhabituelles dans l'œuvre de Heinlein, même si ceux-ci s'insèrent en définitive dans une trame qui respecte le style habituellement hard science-fiction de l'auteur. On y trouve également une des premières évocation du multivers tel que Heinlein le développera dans ses romans futurs.

## Résumé
Le héros de l'histoire, Evelyn Cyril (ou "E.C." ou "Essai") Gordon est un jeune américain qui vient de terminer son service militaire dans ce qui n'est pas encore la guerre du Viêt Nam. Alors qu'il se demande quoi faire de sa vie tout en se prélassant sur l'île du Levant, il répond à une annonce au titre engageant (Êtes vous un lâche?) qui propose un travail aventureux et bien payé sans donner de détail. Quand il se rend à l'adresse indiquée, il se rend compte que l'annonce a été passée par une femme d'une beauté saisissante qu'il avait rencontrée sur la plage, et qui lui fait passer de mystérieux examens physiques avant de lui proposer une grande aventure, une fortune immense et des périls incommensurables. 
Tandis que la femme lui propose de l'appeler Ettare ou Aster, il l'appelle Star (ou Lucky Star) et elle le rebaptise Oscar.
Accompagnés alors du valet de Star, Rufo, un homme d'âge mûr qui cache sous son embonpoint une force peu commune, et qui devient le second d'Oscar, ils quittent notre univers pour d'autres univers, pleins de dangereuses aventures où ils combattent divers monstres, y compris des dragons, en route vers l'endroit où est conservé un objet qui a été volé à Star: l'Œuf de Phénix.
Peu avant d'arriver à l'endroit où l'Œuf est conservé par ses voleurs, Oscar et Star se marient. À Karth-Hokesh, qui n'est qu'une plaine au milieu de laquelle se dresse la tour où l'Œuf est conservé, les trois héros pénètrent la tour et doivent lutter contre des illusions optiques et sonores qui les déroutent. Oscar défait à l'épée un adversaire qui semble être Cyrano de Bergerac et finit par abattre le gardien ultime de l'Œuf (Celui-Qui-N'a-Jamais-Vu-Le-Jour ou Celui-Qui-Dévore-Les-Âmes) dans une joute mentale. 
Ils retournent alors dans l'univers de Star, et Oscar apprend dans quel combat il a été en fait impliqué : Star est la Souveraine des Vingt Univers, elle est la grand-mère de Rufo, et l'Œuf est en fait une mémoire cybernétique qui contient l'empreinte et l'expérience des deux-cent trois Souverains qui ont précédé Star sur le trône. Star est bien plus âgée qu'elle ne le semble: outre le père de Rufo, elle a eu plus de cinquante enfants, mais parait avoir un âge entre 20 et 30 ans du fait d'un traitement spécial qui prolonge sa vie (on ne sait jamais précisément l'âge de Star, mais elle a sans doute un peu plus de cent ans). 
L'Œuf a été volé au moment de l'assassinat du prédécesseur de Star alors que cette dernière n'avait encore intégré (par imprégnation) que la moitié des empreintes de ses prédécesseurs. Les ordinateurs avaient alors déterminé que la meilleure façon de récupérer l'Œuf était d'utiliser un "héros" capable d'un "coup de main" décidé, plan sur lequel Star se mit à travailler. 
Il s'avère d'ailleurs que le vol s'est passé en fait avant même la naissance de Oscar, et que celui-ci fait partie d'un groupe de "héros en devenir" mis "en culture" par Star (sa connaissance de l'escrime par exemple, s'avère avoir été rendue possible par diverses interventions de Star). 
Après avoir plus ou moins intégré le fait qu'il a été manipulé, Oscar tente de s'accoutumer à son sort de prince consort, tandis qu'il subit les traitements médicaux qui prolongeront sa vie, mais il s'ennuie rapidement. Star et lui finissent par convenir qu'il doit partir, au moins pour un temps, parce que l'univers de Star n'a pas besoin de héros, et que s'il part à l'aventure, il doit le faire sans elle, au moins jusqu'à ce que Star puisse se libérer de ses obligations (elle est en train de former son successeur). 
Oscar retourne alors sur Terre, mais ne parvient pas à se réajuster à la vie moderne. Il réussit alors à contacter Rufo, et tous deux planifient de nouvelles aventures.

## Publications en français
- OPTA, Club du livre d'anticipation no 28, illustration de couverture par Mœbius, 1971.
- Pocket, Science-fiction no 5146, 1982.
- Sous le titre En route pour la gloire, Éditions Gallimard, Folio SF no 250, 2006  (ISBN 978-2-07-032054-7).